# Houssem Ben Ali
 (avril 2025).
Houssem Ben Ali, né le 10 juin 1996 à Sousse, est un footballeur tunisien évoluant au poste d'arrière gauche au Club africain.

## Biographie
Il participe à la coupe de la confédération en 2017 avec le Club sportif sfaxien.

## Palmarès
- Coupe de Tunisie (2) :
  - Vainqueur : 2019 et 2021
- Championnat de Tunisie (1) :
  - Vainqueur : 2023